# Александровка (Краматорская городская община)
Алекса́ндровка, 3-я Александровка (укр. Олекса́ндрівка) — посёлок, входит в Краматорский городской совет Донецкой области Украины.

## Динамика численности населения
| 1864 | 1970 | 1979 | 1989 | 2001 | 2014 |
| ---- | ---- | ---- | ---- | ---- | ---- |
| 83   | 558  | 428  | 410  | 431  | 416  |

## Местный совет
84393, Донецкая обл., Краматорский горсовет, пгт Шабельковка, ул. Волгодонская, 85.